# Dungeness kärnkraftverk

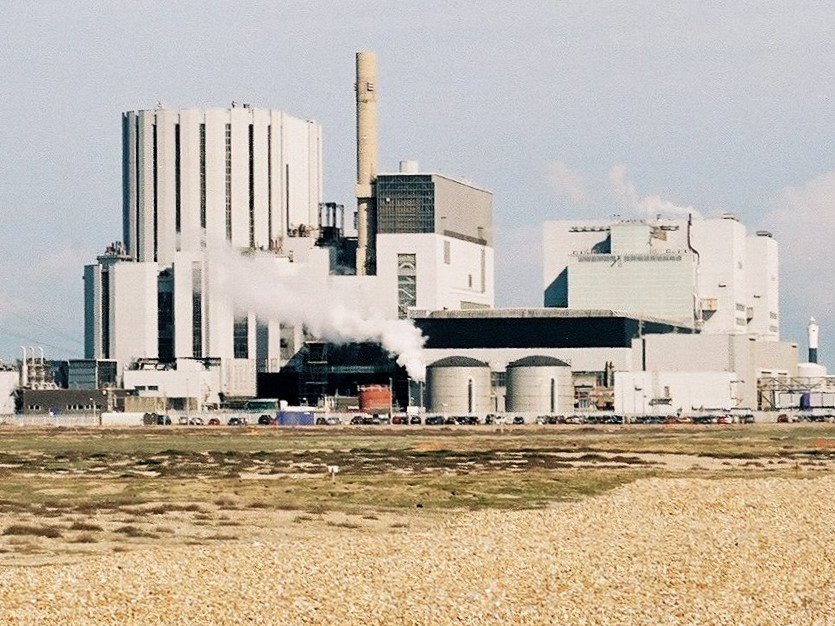
Dungeness B

Dungeness kärnkraftverk är ett avstängt kärnkraftverk som ligger i Dungeness, England i Storbritannien. Kraftverket har haft 4 reaktorer där de 2 första (Dungeness A-1/2) började byggas 1960 och stängdes 2006, och de 2 efterföljande (Dungeness B-1/2) började byggas 1965 och stängdes 2021.

## Dungeness A
Den 1 juli 1960 började bygget av två Magnox-reaktorer, där den första reaktorn uppnådde kriticitet för första gången den 1 juni 1965. Det båda reaktorerna hade en effekt på 225 MWe vardera. Båda reaktorerna stängdes den 31 december 2006.
Reaktorerna har tömts på bränsle och vissa andra komponenter men innehåller stora mängder grafit med höga strålnivåer som försvårar rivningsarbetet. Reaktorerna planeras att 2025 förslutas och påbörja sin "Deferral period" på cirka 60 år under vilken strålnivåerna från grafiten minskar betydligt. Slutlig rivning av reaktorerna planeras ske mellan 2087 och 2097.

## Dungeness B
Den 1 oktober 1965 började bygget av två AGR-reaktorer, där den första reaktorn uppnådde kriticitet för första gången den 23 december 1982. Det båda reaktorerna hade en effekt på 545 MWe vardera.
År 2015 beslutades om ett program med modernisering, underhåll och renovering som skulle möjliggöra drift fram till 2028. År 2018 upptäcktes vid inspektioner beordrade av myndigheten ONR att komponenter som jordbävningsförankringar, rörsystem och lagringstankar var allvarligt skadade av korrosion ("corroded to an unacceptable condition"), och att reaktorn varit i drift med dessa brister. Myndigheten klassade detta som en händelse på nivå 2 på den internationella INES-skalan (International Nuclear Event Scale). Kombinerat med andra problem beslöt ägaren EDF Energy att slutgiltigt stänga reaktorerna i juni 2021.

## Reaktorer
| Station       | Typ    | Netto- effekt | Bygg- start | Första nätan- slutning | Kommer-siell drift | Stängd     |
| ------------- | ------ | ------------- | ----------- | ---------------------- | ------------------ | ---------- |
| Dungeness A-1 | Magnox | 225 MWe       | 1960-07-01  | 1965-09-21             | 1965-10-28         | 2006-12-31 |
| Dungeness A-2 | Magnox | 225 MWe       | 1960-07-01  | 1965-11-01             | 1965-12-30         | 2006-12-31 |
| Dungeness B-1 | AGR    | 545 MWe       | 1965-10-01  | 1983-04-03             | 1985-04-01         | 2021-06-07 |
| Dungeness B-2 | AGR    | 545 MWe       | 1965-10-01  | 1985-12-29             | 1989-04-01         | 2021-06-07 |